# Jadarita
A jadarita é um mineral branco, não radioativo, relativamente rígido e formado por cristais de menos de cinco micrómetros de diâmetro. É composto por sódio, lítio, boro, silício, hidrogénio e oxigénio. 

## Fórmula
Sua fórmula química é hidróxido de silicato de sódio lítio boro: LiNaSiB3O7(OH). Ela foi descoberta em novembro de 2006, numa mina na Sérvia  e confirmada como um novo mineral após ser analisada por cientistas do Museu de História Natural de Londres e do Conselho Nacional de Pesquisa do Canadá.

## Kryptonita
A fórmula química de Jadarite é semelhante, mas não idêntica, à fórmula ("hidróxido de sódio e boro-silicato com flúor") inventada para a substância fictícia kryptonita no filme de 2006 'Superman Returns . Essa coincidência atraiu a atenção da mídia em 2007, logo após a descoberta do jadarita.  
O novo mineral, ao contrário do material fictício do filme, não contém flúor e não brilha em verde.